# 로저 크로스
로저 크로스(Roger Cross, 1966년 10월 9일 ~ )는 캐나다의 배우이다.